# Фемарнбелтски тунел
Фемарнбелтският тунел (на датски: Femern Bælt-forbindelsen,на немски: Fehmarnbelt-Querung) с дължина 25 km е строящ се подводен тунел, който трябва да свърже датския остров Лолан и германския остров Фемарн, като прекосява широкия 18 km проток в Балтийско море. Той ще осигури пряка фиксирана връзка между Северна Германия и остров Лолан, и от там към датския остров Шеланд и съответно Копенхаген. При това той ще се превърне в най-дългия комбиниран железопътен и автомобилен тунел в света и вероятно най-основната връзка към Скандинавието. В тунела ще има две жп линии и четирилентова автомагистрала. Предполага се, че тунелът ще се преминава за седем минути с влак и за 10 минути с автомобил, вместо за 45 минути, колкото е времето за преминаването с ферибот. Времето пък с влак между Хамбург и Копенхаген вместо сегашните четири часа и петдесет и четири минути ще се съкрати до два часа и половина.

## Строителство
На 1 януари 2021 г. е направена първа копка на строежа. Действителните строителните работи от датска страна започват през юли 2021 г., от германска – през ноември 2021 г., а срокът за пускане в експлоатация е планиран за 2029 г. Общата стойност на проекта се предполага да възлезе на 8,7 млрд. евро, като ЕС ще участва в строителството с 590 млн. евро.

## Конструктивно изпълнение
Избрано е конструктивното решение за изпълнение като така наречен потопен или спуснат тунел. Тунелът ще бъде изпълнен с използването на 79 потопени, предварително произведени железобетонни елемента, всеки с дължина 217 m, широчина 42 m и височина 9 m. На сушата ще бъдат прокопани отсечки за свързване с повърхността.
Първоначално ще бъде прокопан за 18 месеца канал на морското дъно (намиращо се на това място на дълбочина около 30 m) с дълбочина на канала около 12 m и широчина от 80 до 120 m. След това предварително произведените тунелни елементи от бетон с тегло 73 хиляди тона всеки, ще бъдат спуснати на място и свързани един с друг. След това тунелът ще бъде покрит с един защитен слой от камъни и пясък за пълно възстановяване на морското дъно. Елементите с широчина 42 m и височина 9 m ще имат четири тръби за движение на транспортните средства, както и една аварийна тръба.